# HD 69830 c
HD 69830 c는 K형 주계열성 HD 69830을 도는 두 번째 외계 행성이다. 질량상 암석 행성으로 보이며 가스 행성일 확률은 낮다. 2006년 5월 18일 로비스 연구진이 도플러 분광법을 이용, 발견했다. 도플러 효과는 행성의 최솟값만을 알 수 있기 때문에 궤도경사각을 알아야만 천체의 정확한 질량이 나온다. 따라서 지금 알려져 있는 최소 질량보다는 조금 더 무거워질 확률이 크다.

## 같이 보기
- HD 69830 b
- HD 69830 d